# Kim Sang-yeob
Kim Sang-yeob (* 10. Mai 1999 in Seoul) ist ein südkoreanischer Eishockeyspieler, der seit Jahresbeginn 2024 bei den North Iowa Bulls in der North American Hockey League unter Vertrag steht.

## Karriere
Kim Sang-yeob begann seine Karriere als Eishockeyspieler auf der Kyung Bock Highschool. Nachdem er  2022/23 für die Mannschaft der Korea University gespielt hatte, wechselte er in die North American Hockey League. Dort stand er zunächst für die St. Cloud Norsemen auf dem Eis, bevor er sich zum Jahresanfang 2024 den North Iowa Bulls anschloss.

### International
Kim spielte bei den Olympischen Jugend-Winterspiele 2020 im 3×3--Eishockeyturnier für das multinationale „Team Orange“, das den sechsten Platz unter acht Mannschaften belegte. Für Südkorea nahm Kim Sang-yeob im Juniorenbereich an der U18-Weltmeisterschaft 2022, als der Aufstieg in die Division I gelang, in der Division II und an der U20-Weltmeisterschaft 2023 in der Division I teil. Sein Debüt in der Herren-Auswahl des ostasiatischen Landes gab er bei der Qualifikation für die Olympischen Winterspiele in Mailand 2026. Zudem vertrat er seine Farben bei der Weltmeisterschaft 2024 in der Division I.

## Erfolge und Auszeichnungen
- 2022 Aufstieg in die Division I, Gruppe B, bei der U18-Weltmeisterschaft der Division II, Gruppe A